# Solomon Lefschetz
Solomon Lefschetz (* 3. September 1884 in Moskau; † 5. Oktober 1972 in Princeton, New Jersey, USA) war ein US-amerikanischer Mathematiker, der vor allem auf dem Gebiet der Topologie und der Differentialgleichung arbeitete.

## Leben und Werk

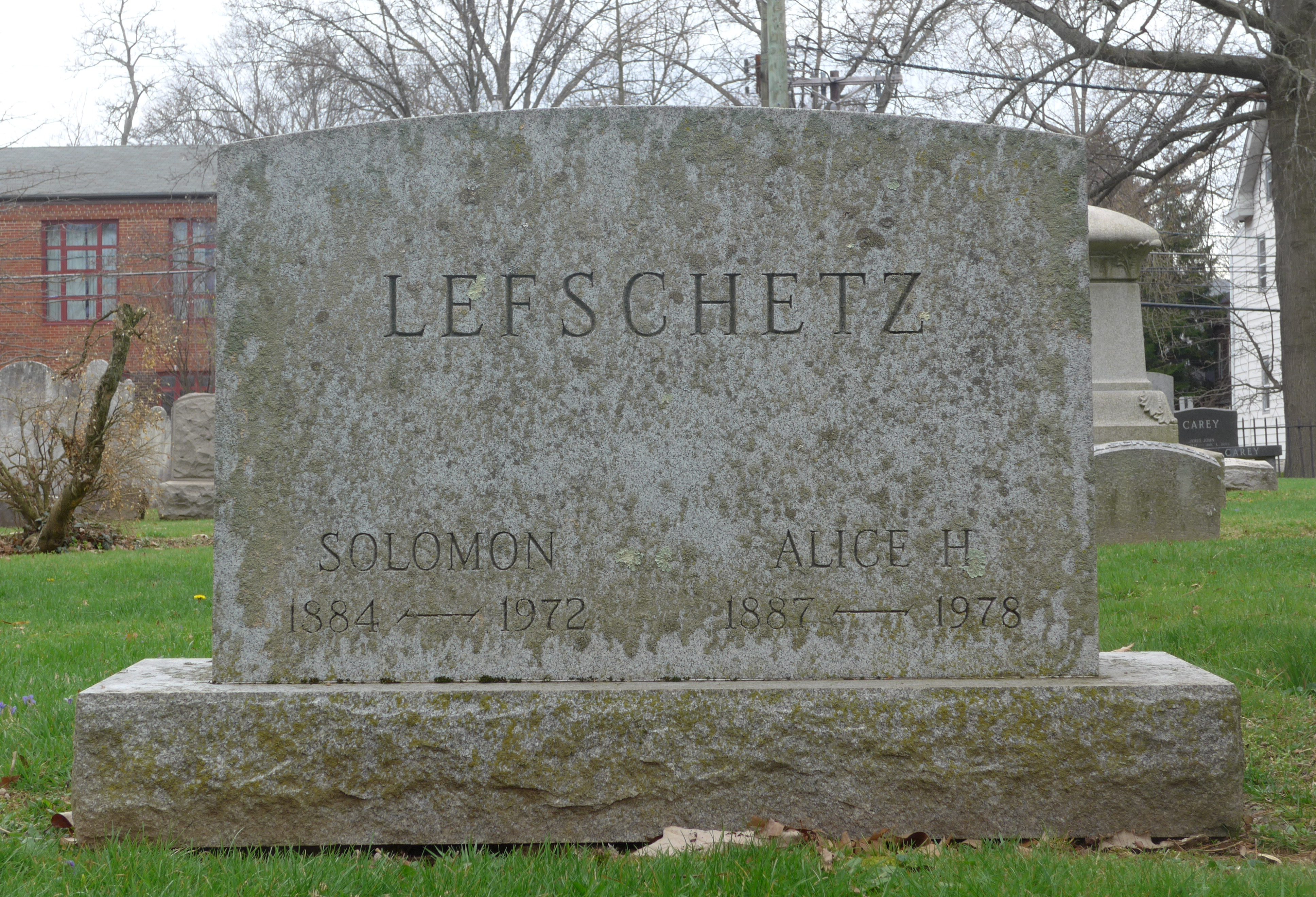
Das Grab des Ehepaars Solomon und Alice H. Lefschetz in Princeton

Seine Eltern hatten die türkische Staatsangehörigkeit, aber sein Vater war international als Kaufmann tätig. Kurz nach der Geburt von Lefschetz in Moskau siedelten sie nach Paris über, so dass dieser in einer französischen Umgebung aufwuchs. Er studierte Ingenieurwesen an der École Centrale Paris bei Charles Émile Picard und Paul Émile Appell, wo er 1905 seinen Abschluss erhielt. Da er als Nicht-Franzose dort aber keine akademische Karriere machen konnte, wanderte er in die USA aus, wo er zunächst u. a. 1907 bis 1910 bei der Elektrotechnikfirma Westinghouse Electric Corporation in Pittsburgh arbeitete. Bei einer Transformator-Explosion im Labor verlor er dort im November 1907 beide Hände und einen Teil des Vorderarms. Später trug er künstliche Hände, die er mit schwarzen Handschuhen verdeckte. Er unterrichtete danach zunächst noch Lehrlinge in der Firma in Mathematik, wechselte dann aber zum Studium an die Clark University in Worcester, Massachusetts. 1911 promovierte er bei William Edward Story mit einem Thema aus der algebraischen Geometrie. Im Jahr darauf wurde er amerikanischer Staatsbürger.
1911 wurde er Assistent an der University of Nebraska in Lincoln, 1913 an der University of Kansas in Lawrence, wo er 1919 Professor wurde. In relativer Isolation baute er in intensiver Arbeit die Methoden Henri Poincarés zur algebraischen Topologie aus und zeigte in einer Reihe von Arbeiten, zusammengefasst in dem Buch L’analysis situs et la géométrie algébrique, ihre Bedeutung für die algebraische Geometrie. 1923 veröffentlichte er seinen berühmten Fixpunktsatz, zunächst für kompakte orientierbare Mannigfaltigkeiten. Er besagt, dass eine stetige Abbildung {\displaystyle f} der Mannigfaltigkeit {\displaystyle M} auf sich selbst bei nicht verschwindender Lefschetzzahl {\displaystyle L(f)} einen Fixpunkt hat. Außerdem ergibt die Summe der Lefschetzzahlen eine topologische Invariante von {\displaystyle f}. Die Idee dafür kam ihm aus der Arbeit über Korrespondenzen der von Lefschetz sehr verehrten italienischen Schule der algebraischen Geometrie. Später erweiterte er den Satz z. B. auf Mannigfaltigkeiten mit Rand (1927), so dass sich daraus der brouwersche Fixpunktsatz ergab, der die Existenz eines Fixpunkts bei stetigen Abbildungen einer Einheitsscheibe vorhersagt. Außerdem vereinfachte er seine Ableitung des Satzes. Heinz Hopf gab 1928 eine Interpretation und einen einfacheren Beweis mittels Homologiegruppen. Eine andere Sichtweise betont die Verwandtschaft zur Morsetheorie, nur dass man hier Vektorfelder auf Mannigfaltigkeiten (Flüsse) betrachtet.
Ein vereinfachtes Beispiel für den Lefschetz-Fixpunktsatz ergibt sich bei ebenen stetigen Abbildungen {\displaystyle f}, die um ihre Fixpunkte linearisiert werden: Es sei {\displaystyle f(x)=Ax+O(|x|^{2})} mit einer Matrix {\displaystyle A} (Eigenwerte {\displaystyle a_{1},a_{2}}). Die Lefschetzzahl {\displaystyle L(f,y)} für den Fixpunkt {\displaystyle y=0} ist dann das Vorzeichen von {\displaystyle \det(A-I)} ({\displaystyle I} bezeichne die Einheitsmatrix, {\displaystyle \det } die Determinante). Im Fall einer Quelle hat man nur Eigenwerte größer als 1, {\displaystyle L=1}, im Fall einer Senke nur Eigenwerte kleiner als 1, {\displaystyle L=1}, im Fall eines Sattelpunktes Eigenwerte größer und kleiner 1, {\displaystyle L=-1}. Auf einer Fläche vom Geschlecht {\displaystyle g} ({\displaystyle g} Löcher) hat ein solcher Fluss für jedes Loch 2 Sattelpunkte, 1 Quelle und 1 Senke, so dass die Summe der Lefschetzzahlen einer durch einen Fluss zur Identität homotopen Abbildung {\displaystyle 2-2g} ergibt, die Euler-Poincaré-Charakteristik der Fläche.
1924 erhielt er auf Empfehlung des Topologen James Alexander eine Professur in Princeton, wo auch Oswald Veblen lehrte. In dieser Zeit entwickelte er aus Arbeiten von Émile Picard und Henri Poincaré die algebraische Topologie höherdimensionaler algebraischer Varietäten. „Lefschetz pencils“ bezeichnen Bündel von Hyperebenen, die die Varietät schneiden, und werden ähnlich der Morsetheorie zum Studium singulärer Stellen benutzt (Picard-Lefschetz-Formel).
Viele Konzepte der algebraischen Topologie entwickelte er maßgeblich und er schrieb ein einflussreiches Lehrbuch gleichen Namens 1942, das auch den Begriff „algebraische Topologie“ etablierte statt dem vorher gebrauchten kombinatorische Topologie. Sein Buch Topology von 1930 etablierte den Begriff Topologie für das vorher überwiegend Analysis situs genannte Forschungsgebiet.
Merkwürdigerweise hatte er in den 1930er und 1940er Jahren eine im Endeffekt antisemitische Einstellung (obwohl er selbst jüdische Wurzeln hatte): Er weigerte sich, jüdische Doktoranden zu betreuen, mit der Begründung, sie würden in der Depression keine Jobs finden.
Im Zweiten Weltkrieg begann er, sich mehr für Anwendungen zu interessieren, und untersuchte – teilweise durch russische Arbeiten wie die von Ljapunow, Krylow, Andronow, Pontrjagin angeregt, die er teilweise auch in englischer Übersetzung herausgab – nichtlineare Differentialgleichungen für die Kontrolltheorie und die Theorie der Schwingungen, was er nach dem Krieg mit topologischen Methoden fortsetzte, so dass er mit seiner Schule in den 1950er und 1960er Jahren einer der Väter der qualitativen Theorie der Differentialgleichungen und deren Stabilitätstheorie war (z. B. sein Buch mit LaSalle).
Ab 1944 besuchte er regelmäßig Mexiko und unterrichtete dort fast jährlich.
Lefschetz, versehen mit einem lautstarken und rauen Umgangston und viel Energie und Enthusiasmus für sein Arbeitsgebiet, kümmerte sich wenig um Eleganz von Beweisen, sondern sah die Hauptaufgabe der Mathematik darin, Neues zu entdecken. Gian-Carlo Rota sagte von ihm, er hätte fast nie einen korrekten Beweis oder ein inkorrektes Theorem veröffentlicht.
1925 wurde Lefschetz in die National Academy of Sciences und 1929 in die American Philosophical Society gewählt. 1954 wurde er Ehrenmitglied der London Mathematical Society und 1957 Mitglied der Académie des sciences. Von 1928 bis 1958 war er Herausgeber der Annals of Mathematics, die er dabei zu einer weltweit führenden Zeitschrift machte. 1956 erhielt er den internationalen Antonio-Feltrinelli-Preis und 1964 die National Medal of Science. 1970 wurde er mit dem Leroy P. Steele Prize der American Mathematical Society ausgezeichnet.
Zu seinen Doktoranden zählen Richard Bellman, Albert William Tucker, Ralph Fox, Clifford Dowker, John McCarthy, Clifford Truesdell, Norman Steenrod, John Tukey, Shaun Wylie.
Er war seit 1913 verheiratet. Die Ehe blieb kinderlos.